# Jean Joseph Beaulard
Jean Joseph Beaulard, känd som Le Sieur Beaulard, var en fransk modeskapare. 
Han beskrivs som den ledande designern i Paris tillsammans med Mademoiselle Alexandre vid under Ludvig XV:s senare regeringstid, och räknades som Rose Bertins främsta rival under Marie Antoinettes tid som drottning.
Hans kanske mest berömda skapelse var pouffrisyren "Goda Mormor", som skapades som en pik till den äldre generationens ogillande av de höga pouffrisyrerna och som kunde höjas och sänkas genom en inbyggd mekanik, och som blev enormt populär vid 1770-talets mitt. Han var frisör till modeikonen Madame de Matignon. 
Han presenterades för Marie Antoinette och gjorde succé då han gav henne en artificiell ros med inbyggd parfymdoft som öppnade sig över ett porträtt av kungen, även om han inte lyckades ersätta Bertin som drottningens favoritdesigner; han fortsatte dock att räknas som en av Paris två främsta designers vid sidan av Bertin, och deras rivalitet omtalas ofta. 
Han är främst känd för sina frisyrer och hårklädslar, men designade framgångsrikt även kläder.